# Mockba Music (musikalbum)
Mockba Music är ett musikalbum av Mockba Music utgivet 1984 av Stranded Rekords.
Albumet spelades in augusti 1982–mars 1984. Låtarna är komponerade och sjungs av Tom Wolgers, tidigare medlem i Lustans Lakejer.

## Låtförteckning
1. Drömmen
2. Mötet
3. Kniv mot hud
4. (Ett liv i) Exil
5. Alphaville
6. Någon som du
7. Den förlorade staden
8. Passionen
9. Att ha och inte ha
10. Betaville

## Medverkande
Mockba Music
- Tom Wolgers – sång, keyboards, percussion
- Cecilia Heintz – sång

övriga medverkande
- Johan Vävare – trummor, percussion
- Thomas Di Leva – gitarr
- Mats Burman – gitarr
- Erik Häusler – saxofon
- Johan Ekelund – basgitarr
- Jan Kyhle – valthorn